# Адміністративні платежі
Адміністративні платежі,  податки, штрафи — один з видів економічних інструментів. Адміністративні платежі призначаються в основному для фінансування витрат на проведення заходів прямого, регламентаційного характеру, таких як ліцензування і заборонна діяльність владних структур, і, таким чином, вони мають розподільний ефект, накладаючи частину фінансового тягаря на підприємства-забруднювачі, замість широкої верстви населення. Адміністративні платежі вважаються прийнятними, коли їх рівень відносно низький і не викликає напруженості у відносинах між владними структурами та забруднювачами. Грошові виплати можуть бути екологічно ефективними, якщо надходження від них сприяють поліпшенню показників діяльності владних структур. На практиці ж це рідко має місце, так як надходження від платежів потрапляють не до бюджетів екологічних органів, а тільки до загального бюджету виконавчої влади. У деяких випадках, наприклад, платежі за реєстрацію небезпечних видів продукції ( хімікатів,  пестицидів) служили стимулом для підвищення їх екологічності.

## Адміністративні платежі на митниці
Митниця в межах виконання своїх завдань забезпечує бізнес великою кількістю сервісів та послуг, у тому числі надає й адміністративні послуги, що забезпечують такі види діяльності, контроль за провадженням яких здійснюється митними органами.У випадках, визначених Митним кодексом України, виконання зобов'язань осіб, що випливають з митних процедур, забезпечуються шляхом надання митним органам забезпечення сплати митних платежів у способи, передбачені для відповідної митної процедури. Одним із способів забезпечення сплати митних платежів є фінансові гарантії. Юридичні особи, які мають намір виступати гарантом забезпечення особою своїх зобов'язань перед митними органами України зі сплати митних платежів, уповноважуються на це і вносяться до реєстру гарантів у порядку, визначеному Х розділом Митного кодексу України.  

## Ресурси Інтернету
- Еколого-економічний словник  [Архівовано 27 червня 2013 у Wayback Machine.]
- Економічна цінність природи  [Архівовано 27 вересня 2013 у Wayback Machine.]
- Концепция общей экономической ценности природных благ  [Архівовано 26 березня 2014 у Wayback Machine.]
- Традиционные и косвенные методы оценки природных ресурсов